# موکاسین (آریزونا)
موکاسین (به انگلیسی: Moccasin) یک منطقهٔ مسکونی در ایالات متحده آمریکا است که در شهرستان موهاوی، آریزونا واقع شده‌است. موکاسین ۱٫۹۸ کیلومتر مربع مساحت و ۱٬۸۳۷ نفر جمعیت دارد و ۱٬۵۵۲٫۰۶ متر بالاتر از سطح دریا واقع شده‌است.